# Городницька Ярослава Михайлівна
Городницька Ярослава Михайлівна (уродж. Іванчук) (нар. 30 березня 1957, с. Корнич Коломийського р-ну Івано-Франківської обл.) — математик, заступник директора з навчально-виховної роботи Великобудищанської середньої школи. Заслужений учитель України (2007).

## Життєпис
Закінчила Корницьку середню школу (1974), Чернівецький державний університет ім. Ю.Федьковича (нині національний університет) (1979).
Розпочала педагогічну діяльність в 1979 році учителем математики Стасівської середньої школи Диканського району. З 1980 працює у Великобудищанській середній школі (згодом Великобудищанській загальноосвітній школі І-ІІІ ступенів Диканської районної ради): учитель, організатор позакласної виховної роботи (1980—1988), заступник директора з навчально-виховної роботи (з 1988).

## Творчий доробок
Городницька Я. М. — ініціатор та безпосередній учасник численних навчально-виховних та краєзнавчих проектів і культурно-освітніх заходів. Її педагогічний досвід вивчав і узагальнював районний методичний кабінет та Полтавський обласний інститут післядипломної педагогічної освіти ім. М. В. Остроградського. Він різноаспектно відображений у книзі І. В. Охріменка «Завуч сільської школи» (Полтава, 2004).
Городницька Я. М. є автором проектів «Шкільний музей» (2000), «Школа — соціокультурний центр села» (2006), «Виховна модель школи» (2010).
Методичні та краєзнавчі розвідки Городницької Ярослави Михайлівни впродовж 1995—2010 друкувалися в газетах «Освіта України», «Сільська школа», науково-методичних журналах «Управління школою», «Завуч», «Директор школи», навчально-методичних посібниках «Цінності православної культури як фактор морально-етичного виховання школярів» (Полтава, 2006), «Всеполтавський посвіт школи-родини» (Полтава, 2006), «Козацькі традиції Полтавщини» (Полтава, 2008). Автор праць «Стежинами шкільної історії» (2000), «Довідник завуча» (2004), «Сільська школа: якою вона є?» (2006), «Виховна модель школи» (2007), «Козацькі традиції в навчально-виховному процесі» (2008), «Портфоліо школи» (2008). Опублікувала низку розвідок про життєві історії краян: «Тепло учительського серця» (2003), «Причали поетової долі» (2003), «Гіркий терен неволі» (2005), «Музика душі» (2005), «Вождь індіанського племені і Герой Радянського Союзу з Чернечого Яру» (2008), «Великі Будища у долях людських» (2009). Її перу належить чимало нарисів, що з'явилися в періодиці «Хліб педагогічного млива» (районна газета «Трудова слава» — 2001), «Час діяти» («Трудова слава» — 2001), «Творець добра і берегиня духовності», «Особистісна культура керівника сільської школи» («Управління школою» — 2004. — № 31), «Проблеми розвитку освіти і культури українського села» («Трудова слава» — 2004), «Учитель від Бога» («Трудова слава» — 2008), «Останнє літо міністра освіти УНР» (газета «Освіта України» — 2008), «У пошуках істини» («Трудова слава» — 2009), «Іван Мазепа і Великі Будища» («Трудова слава» — 2009).
За ініціативи Городницької Я. М. створено шкільний музей Великобудищанської ЗОШ І-ІІІ ст. за такими тематичними розділами: «Історія козацького містечка Великі Будища», «Найдавніші відомості про школу», «Видатні земляки», «Учителі різних поколінь», «Славетні випускники школи та сучасники». У шкільному музеї за сценаріями, розробленими Ярославою Михайлівною, проводяться екскурсії, виховні заходи і свята, презентації книг про відомих земляків, творчих людей, випускників школи. Представила історію школи в Національній спілці письменників України (2003), на вечорі української культури в мистецькій вітальні м. Москви (2004); в документальному фільмі «Великі Будища мої» (ОДТРК «Лтава», 2008). Учасниця передачі «Без ретуші» обласного радіо (2002); ділилася думками про проблеми вчительства у прямому ефірі обласного телебачення (передача «Четверті півні», 2007).
Городницька Я. М. є авторим віршів, випустила книжку-спогад про свою матір «На крилах маминої пісні» (2000), поетичну збірку «Обереги долі» (2010), книги «Великі Будища: історичний нарис» (2013) та «Великобудищанська школа: історія, сучасність» (2016) (у співавторстві з учителем історії С. В. Калашнік).

## Нагороди та відзнаки
Переможець районного конкурсу «Людина року — 2000» в номінації «Педагог року», призер обласного етапу Всеукраїнського конкурсу «Учитель року — 2004» в номінації «Заступник директора», «Творча особистість року» (2004).
Лауреат літературної премії ім. І. П. Котляревського (2013), нагороджена Почесними Грамотами Міністерства освіти і науки України (2005, 2007) та Полтавської обласної ради (2002), Почесною Козацькою грамотою (2009). Відмінник освіти України (2002). Заслужений учитель України (2007).